# Benoksatian
Benoksatian je α 1-adrenoceptorski antagonist.